# Historia del vino de California

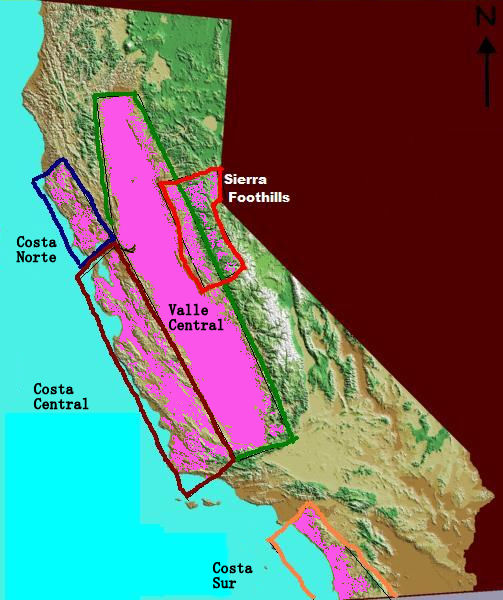
Producción de vino en California

El vino de California tiene una larga y continua historia, y a finales del siglo XX se convirtió en una zona reconocida al producir algunos de los mejores vinos del mundo. Si bien el vino se hace en todos los cincuenta estado s, el 90% (según algunas estimaciones), del vino de Estados Unidos se produce en el estado. California sería el cuarto mayor productor de vino en el mundo si fuese de una nación independiente.

## Historia

### Primeros años
En 1769, el padre misionero franciscano Junípero Serra plantó el primer viñedo de California en Misión San Diego de Alcalá. El padre Serra continuó estableciendo misiones y viñedos hasta su muerte en 1784 y ha sido considerado como el "padre del vino californiano". La variedad sembrada que el sembró, presumiblemente descendió de anteriores plantaciones mexicanas, que se conocían como la Misión de uva y dominaba la producción del vino de California hasta 1880.
Los primeros vinos documentados importados de Europa fueron plantados en Los Ángeles en 1833 por Jean-Louis Vignes. En los años 1850 y 1860, Agoston Haraszthy, un soldado húngaro, comerciante y promotor, hizo varios viajes para importar to importar cortes de 165 de los mejores viñedos europeos a California. Parte de este esfuerzo fueron de sus gastos personales y algunas subvenciones del estado. Considerado uno de los fundadores del vino de la industria de California, Haraszthy contribuyó su entusiasmo para el futuro del vino, junto con un gran esfuerzo y peligro. Él fundó el Buena Vista Winery y promovió las plantaciones de vino en casi todo el Norte de California. Él excavó varias cuevas para usarlas como bodegas, promovió las plantaciones en las laderas, promovió la idea al no regadío de los viñedos y sugirió Redwood para barricas para cuando se acabaran los víveres de roble. 
Como hogar del viñedo de Buena Vista, la industria viñeda más antigua de California y los viñedos Gundlach Bundschu, la familia más antigua en promover la plantación de viñedos, el Valle de Sonoma es conocido por el nacimiento de la industria del vino de California. 
En 1861 Charles Krug estableció el primer viñedo comercial del Valle de Napa en Santa Elena.
En 1863, algunas especies de uvas nativas americanas fueron tomadas de los jardines botánicos de Inglaterra. Estos cortes tenían especies de piojos de raíz llamados filoxeras en la cual atacaron las raíces de los viñedos y hojas. La filoxera es autóctona de América del Norte y las variedades de los vides habían desarrollado una resistencia. Los vides de Europea no tenían dicha protección evolutiva. En 1865, la filoxera se había extendido a los viñedos en Provence. Durante los próximos 20 años, el piojo ya haba habitado y diezmado casi todos los viñedos de Europa. Se utilizaron muchos métodos para tratar de erradicar la filoxera pero todos resultaron ser de carácter temporal y no eran económicos.
Finalmente Thomas Munson, un horticultor de Texas, sugirió el injerto de la vid vinífera europea con las raíces riparia de América. Por lo que, se inició un largo y laborioso proceso de injerto de cada vino de vid en Europa a lo largo de los portainjertos americanos. Solo de esta manera el sector vitivinícola europeo podría ser recuperado y salvado de la extinción.
En 1879 el Capitán Gustave Niebaum estableció el viñedo Inglenook en Rutherford (California) una pequeña villa del condado de Napa. Fue la primera bodega al estilo de Burdeos en los Estados Unidos. Los vinos del capitán Niebaum se convirtieron en vinos de clase mundial. Sus vinos Inglenook ganaron las medallas de oro en la Feria Mundial de París en 1889. 
Durante el periodo cuando los europeos trataban de contener y desaparecer la phylloxera, la industria del vino estadounidense había irónicamente florecido. Para 1900, los Estados Unidos había orgullosamente completado y desarrollado la industria comercial de los vides. Muchos vides de California recibieron medallas en las competencias europeas. Los barriles de los vinos californianos habían sido regulados y exportados a Australia, Canadá, América Central, Inglaterra, Alemania, México y el oriente.

### Prohibición
La destrucción del vino americano no vino de la phylloxeria sino de la Prohibición en los Estados Unidos. Treinta y tres estados estaban secos debido al inicio de la Primera Guerra Mundial. La prohibición de los tiempos de guerra fue promulgado en 1919, seguido por la Volstead National Prohibition Act y la 18° Enmienda a la constitución de los Estados Unidos en 1920, que prohibía la "manufactura, venta o transporte de intoxicación licorera."
A través de una laguna jurídica que permite a cada hogar "hacer 200 galones de sidra no alcohólica y jugos de fruta por año," de otro modo miles de ciudadanos respetuosos a la ley se convirtieron en viñadores y bodegueros caseros. El precio de la uva fresca se disparó debido al aumento de la demanda y a la falta de un ferrocarril para las mercancías que necesitaban refrigeración para transportarlos a los buques. 
Los productores empezaron con la remplantación de una variedad de viñedos de vinos para jugos de uvas que si podían comerciar. La masiva plantación provocó un superávit de uvas de baja calidad que duró hasta 1971.
Durante el Derogado Nacional, que fue efectivo hasta el 5 de diciembre de 1933, la industria ya se encontraba en ruinas. Aunque algunas bodegas pudieron sobrevivir al obtener permisos que les permitían seguir usando los vinos para usos medicinales o litúrgicos, la producción cayó hasta el 94% entre 1919 y 1925.

### Derogación
Incluso después de la Prohibición de derogación, varios estados tuvieron la ley seca: Kansas hasta 1948, Oklahoma hasta 1957 y Misisipi hasta 1966. Diecisiete estados decidieron mantener un monopolio de tiendas de licores con selecciones limitadas. Actualmente el 10% del área de los Estados Unidos y 6% de la población continua seca.[cita requerida]
La anticipación al derogado, y las especulaciones de otras personas se convirtió en la noticia del día e "inundó" el mercado legal con vino de baja calidad. Dilettantes publicó libros y artículos avisándole a los estadounidenses sobre las reglas rígidas que debían de ser cumplidas para servir el vino de una manera propia y a la propia temperatura. Enfrentados con una baja calidad de productos en la cual el peligro de cometer Ante la baja calidad de los productos con los que el riesgo de cometer un social y al mismo tiempo incertidumbre acerca de la aceptación social de cualquier alcohol, la mayoría de los estadounidenses decidieron alejarse de la industria del vino.
El único grupo de vinos que vendían exitosamente fueron los vinos de postres. Gravadas a la tasa más baja de vino en contraposición a las bebidas espirituosas destiladas, pero con 20% de alcohol, este grupo hizo el vino intoxicante más barato disponible. Antes de 1920, los vinos de mesa representaron 3 de cada 4 galones enviados a California. Después de 1933, los vinos eran 3 de cada 4 galones enviados. No fue hasta 1968 que las ventas de los vinos de mesa superaron finalmente a los vinos normales, la recuperación de la situación de la mayoría de las populares categorías de vinos.
Antes de 1920, había ya más de 2500 bodegas comerciales en los Estados Unidos. Menos de 100 operaciones de vinificación sobrevivieron a 1933. Antes de 1960, ese número había aumentado a solo 271. California tenía ya 713 bodegas antes de la prohibición, que tomó más de la mitad de un siglo, hasta 1986, antes de que muchas volvieron estar en funcionamiento.
La prohibición dejó un legado de distorsión al rol del alcohol en la vida de los estadounidenses y arruinó una industria de vino de clase mundial, que tomó mucho trabajo y décadas para volver a sobresalir. Investigaciones en la Universidad de California en Davis y la Universidad Estatal de Fresno dieron una gran ayuda para la nueva generación de viticultores que llegaron a California en la década de 1960 y que se han comprometido a producir vinos de las más altas normas internacionales.

### Revolución del vino

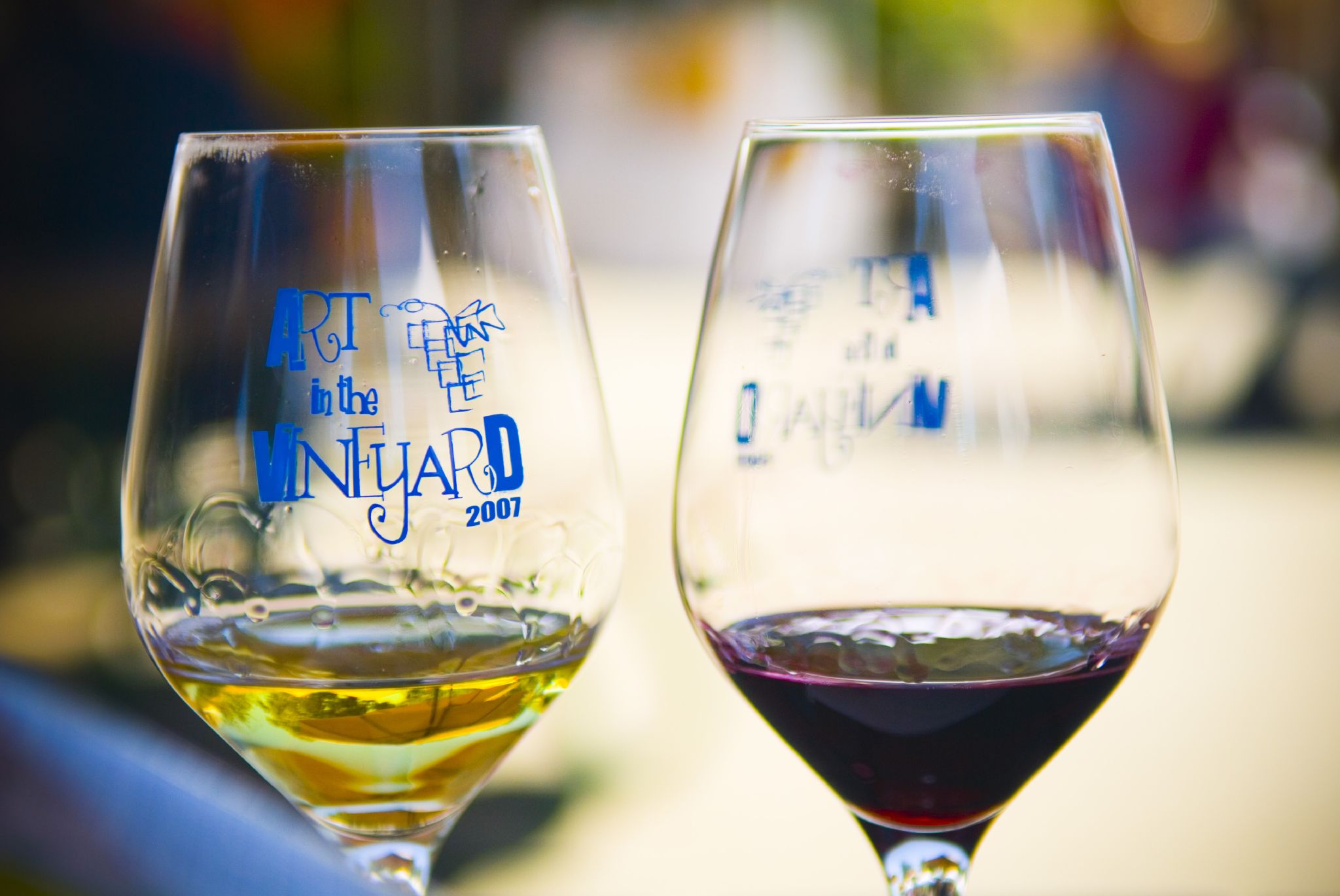
Una botella de vino tinto y rojo californiano

André Tchelistcheff es generalmente acreditado con el advenimiento de la era moderna de la vinificación en California. Beaulieu Vineyards (BV), fundador y propietario de Georges de Latour contrata Tchelisticheff en 1938. Él introdujo varias nuevas técnicas y procedimientos, tales como el envejecimiento de vino en los pequeños barriles de roble francés, fermentación en frío, la prevención de heleadas de los viñedos y la fermentación maloláctica.
El hermano Timothy; un miembro del Instituto de los Hermanos de las Escuelas Cristianas También era muy instrumental en la creación de la moderna industria del vino. Después de una primera carrera como maestro, que se transfirió a la orden del Mont en La Salle situado en Mount Veeder en la Montañas Mayacamas al oeste de Napa en 1935 para convertirse en el químico del vino con fines de ampliar las operaciones del vino. Los Hermanos de las Escuelas Cristianas habían producido uvas y vino de misa en Benicia durante la Prohibición, pero decidieron hacerlo en la rama de la producción comercial de vino y brandy tras la derogación de la prohibición. El profesor de ciencias era un aprendiz rápido y pronto estableció los Hermanos Cristianos una de las marcas líderes en el estado de la incipiente industria del vino; la cara sonriente del hermano Timothy que aparecía en las publicaciones y el material promocional se convirtió en una de las imágenes más familiares para los consumidores de vino en todo el país.
En 1965, el icono del Valle de Napa Robert Mondavi se separó de su familia Charles Krug para fundar su propia bodega en Oakville (California). Fue la primera nueva y a gran escala bodega que se estableció en el valle desde antes de la prohibición. Tras el establecimiento de la finca Mondavi, el número de bodegas en el valle siguió creciendo, al igual que la reputación de la región.
Algunos encargados de la formulación de vino de California comenzaron a producir vinos de calidad, pero aún tenía dificultades para su comercialización. Frank Schoonmaker, un destacado periodista y escritor de vino de los años 1950 y 1960 presentó la idea alemana de etiquetar los vinos utilizando variedades  (Pinot Noir, Chardonnay, Riesling ) En lugar de los semi-genéricos nombres de famosos tomados de las regiones europeas (Borgoña, Chablis,Rin, etc.) Robert Mondavi fue uno de los primeros en aparecer en la etiqueta de la mayoría de sus vinos varietales de nombres.
A fines del decenio de 1960 y principios de 1970, la calidad de algunos viticultores era sobresaliente, pero pocos se dieron cuenta de eso. El 24 de mayo de 1976, una cata de vinos se celebró en París con un grupo formado exclusivamente por expertos del vino francés. Después de comparar seis Chardonnays californianos con cuatro Chardonnays franceses, tres de los cuatro primeros fueron de California. Los nueve jueces clasificados Chateau Montelena, el más alto; Viñedo Chalone llegó en tercer y el Spring Mountain Vineyard en cuarto lugar. Cuando se evaluaron los rojos, el Salto del Ciervo Bodegas, fue clasificado número uno. Esta competencia se centró en gran parte en los vinos del Valle de Napa.
Los vinos tintos evaluados en 1976 fueron examinados en dos catas de vino (el Instituto Culinario Francés Catas de vinos de 1986 y la Cata de Vino de 1986) y también en la Revancha de vino del siglo. En todas las examinaciones, el vino tinto de California fue elegido en primer lugar, mientras que los vinos franceses perdieron posiciones en los rankings.

## Libros
- Clarke, Oz., Oz Clarke's New encyclopedia of Wine. NY: Harcourt Brace, 1999

- Datos: Q9004308